# Phragmatobia mendozana
Phragmatobia mendozana är en fjärilsart som beskrevs av Jörgensen 1934. Phragmatobia mendozana ingår i släktet Phragmatobia och familjen björnspinnare. Inga underarter finns listade i Catalogue of Life.